# Square Frédérick-Lemaître
Le square Frédérick-Lemaître est un espace vert du 10e arrondissement de Paris, dans les quartiers Porte-Saint-Martin et Hôpital-Saint-Louis.

## Situation et accès
Le square est situé de part et d'autre du canal Saint-Martin, au niveau des écluses du Temple, là où le canal devient souterrain.
Il s'agit du terre-plein central entre le quai de Valmy et le quai de Jemmapes.
Au sud, le square est prolongé par le square Dominique-Bernard.
Ce site est desservi par les lignes 3, 5, 8, 9 et 11 à la station République et par la ligne 11 à la station Goncourt.

## Origine du nom
Il rend hommage à Antoine Louis Prosper Lemaître, dit Frédérick Lemaître (1800-1876), un acteur français qui fut l’un des plus célèbres acteurs du « Boulevard du crime ».

## Bâtiments remarquables et lieux de mémoire
Au-dessus de l'ouverture du canal souterrain se trouve le buste de Frédérick Lemaître, réalisé en 1898, par Pierre Granet.